# Stația electrică cu baraj din Căzănești
Stația electrică cu baraj este un complex industrial amplasat în Căzănești, raionul Telenești, Republica Moldova. Este un monument arhitectural de importanță națională inclus în Registrul monumentelor Republicii Moldova ocrotite de stat cu nr. 1473 (raionul Telenești). Datează din anii 1950.